# Dekanat Frysztat
Dekanat Frysztat – historyczny dekanat diecezji wrocławskiej Kościoła łacińskiego powstały w 1654.

## Historia
Przed Reformacją obszar Śląska Cieszyńskiego (oprócz Bogumina) należał do jednego archiprezbiteratu (dekanatu) cieszyńskiego. Wzmożona akcja kontrreformacyjna rozpoczęła się w 1654, kiedy to specjalna komisja odebrała pozostałe w rękach ewangelików kościoły. Struktura kościelna wymagała odbudowy. Po odzyskaniu kościołów biskup wrocławski Karol Ferdynand Waza utworzył w Cieszynie komisariat biskupi. Komisarzem został Andrzej Scodonius, arcydziekan opolski i kustosz raciborski, który 15 października podzielił obszar komisariatu na dekanaty, a tych na parafie. W ten sposób powstało 5 nowych archiprezbiteriatów (dekanatów) podległych komisariatowi, w tym m.in. we Frysztacie. Początkowo podzielony był na 10 parafii: Frysztat, Karwina, Rychwałd, Niemiecka Lutynia, Zebrzydowice, Orłowa, Pruchna, Hażlach, Kończyce Wielkie, Kończyce Małe (nieobsadzona). Według schematyzmu diecezji wrocławskiej z 1748 dekanat frysztacki posiadał 7 parafii.
W 1769 powstał nowy dekanat karwiński, a z dekanatu frysztackiego wydzielono do niego parafie w Karwinie i Orłowej. W 1770 do zarządzania dekanatami i parafiami pozostałymi po wojnach śląskich w monarchii Habsburgów powołano Wikariat generalny austriackiej części diecezji wrocławskiej. W XIX w. do dekanatu włączono parafię bogumińską (wraz z kościołem filialnym w Wierzbicy), należącą wcześniej do dekanatu wodzisławskiego.
Według schematyzmów kościelnych z 1847 i 1848 na dekanat Frysztat składały się: parafia we Frysztacie (z kościołem cmentarnym, kaplicą w Starym Mieście i na zamku w Raju), parafia w Niemieckiej Lutyni (z kościołem filialnym w Dziećmorowicach), parafię w Boguminie (z kościołem filialnym w Wierzbicy i kaplicą w Kopytowie), lokalię w Piotrowicach, parafię w Rychwałdzie, parafię w Zebrzydowicach (z filią w Marklowicach Dolnych). Większość parafii była polskojęzyczna, językiem niemieckim posługiwano się tylko częściowo w parafii frysztackiej. W 1919 dekanat posiadał 8 parafii i 1 lokalię: Lutynia Niemiecka, Dziećmorowice, Dąbrowa, Frysztat, Bogumin (Stary), Bogumin-Szonychel (Nowy), Piotrowice (lokalia), Rychwałd, Zebrzydowice. Po I wojnie światowej i polsko-czechosłowackim konflikcie granicznym obszar dekanatu, oprócz Zebrzydowic, znalazł się w granicach Czechosłowacji, wciąż jednak podległy był diecezji wrocławskiej, pod zarządem specjalnie do tego powołanej instytucji zwanej: Knížebiskupský komisariát niský a těšínský. 
W 1938 dekanat posiadał 9 parafii: Bogumin (Stary), Dziećmorowice, Dąbrowa, Frysztat, Łąki, Lutynia Niemiecka, Nowy Bogumin, Piotrowice i Rychwałd. Kiedy Polska dokonała aneksji tzw. Zaolzia w październiku 1938 powyższe parafie włączono do diecezji katowickiej, a w 1940 z powrotem do diecezji wrocławskiej w niezmienionym składzie. W 1947 obszar ten wyjęto ostatecznie spod władzy biskupów wrocławskich i utworzono Apostolską Administraturę w Czeskim Cieszynie podległą Watykanowi. W 1948 roku połączono miasta Karwinę i Frysztat oraz wsie Darków, Raj i Stare Miasto w jeden organizm miejski o nazwie Karwina. W 1963 dokonano reorganizacji czeskocieszyńskiej Administratury i dostosowano granice dekanatów do granic politycznych powiatów, rozszerzając granice dekanatu Karwina, który odtąd liczył 19 parafii, w tym dawnych parafii dekanatu frysztackiego.